# Lausanne-i metró
A Lausanne-i metró (francia nyelven: Métro de Lausanne) Svájc Lausanne városában található metróhálózat. Mindössze két vonalból áll, melyen 28 állomás található, a hálózat teljes hossza 13,7 km.
A vágányok 1435 mm-es nyomtávolságúak, de ez csak a megvezetést biztosítja, a metrókocsik gumikerekeken gurulnak. Az áramellátás harmadik sínből történik, a feszültség 750 V egyenáram. Éves utasforgalma 30 100 000 fő (2017). Üzemeltetője a Transports publics de la région lausannoise.
A forgalom 1991-ben indult el.